# Messerschmitt-Bölkow-Blohm
Messerschmitt-Bölkow-Blohm GmbH (MBB) je poznati njemački koncern, proizvođač zrakoplova, helikoptera, raketa, te ostale vojne i satelitske opreme. Koncern 20. stoljeća proširio je svoju djelatnost u više različitih poslovnih sektora. Nakon mnogih spajanja i akvizicija postao je dijelom DASA-e (DaimlerChrysler Aerospace AG). Rezultat razvoja MBB koncerna tijekom povijesti je nastanak više različitih kompanija poput MBB Liftsysteme, MBB Projects, MBB Gelma, MBB Industries i dr. Danas većina MBB-ovih kompanija surađuje ili se nalazi u sastavu EADS-a (European Aeronautic Defence and Space Company).

## Povijest
Početak koncerna seže u 1926. godinu kada je Willy Messerschmitt, talentirani inovator i konstruktor zrakoplova, osnovao uz pomoć bavarske vlade tvrtku Messerschmitt Flugzeubau GmbH. Bavarska vlada je tada također imala financijski interes i u kompaniji Bayerishe Flugzeugwerke (koju je osnovao čuveni as iz Prvog svjetskog rata Ernst Udet). Messerschmitt je također bio poznat i po borbenim zrakoplovima iz Drugog svjetskog rata. Nakon 1945. tvrtka je proširila svoju djelatnost na proizvodnju helikoptera i raketnih sustava za koje su već postojali prototipi izrađeni u vrijeme nacističke Njemačke. 1968. godine Messerschmitt AG se spaja s manjom tvrtkom za proizvodnju civilnih zrakoplova - Bölkow, te postaje Messerschmitt-Bölkow. Već sljedeće godine Messerschmitt-Bölkow kupuje Hamburger Flugzeugbau (HFB) i zrakoplovnu diviziju tvrtke Blohm + Voss GmbH, nakon čega mjenja ime u Messerschmitt-Bölkow-Blohm (MBB). Tijekom povijesti MBB je radio na razvoju napredne tehnologije, ponajviše za potrebe vojnog sektora, ali i civilne transportne sustave poput MBB maglev magnetno-levitacijskih vlakova, telekomunikacijsko-satelitske sustave i energetskog sektora.
1989. godine MBB je postao dijelom grupacije "Deutsche Aerospace AG" (DASA) koja je 1995. ulaskom Daimler-Benza u vlasničku strukturu, preimenovana u "Daimler-Benz Aerospace AG" (kasnije poznatog i kao DaimlerChrysler Aerospace AG). Nakon 2000. ista tvrtka postaje sastavni dio europskog koncerna EADS (European Aeronautic Defense and Space Company).

## Vanjske poveznice
- MBB Industries AG
- MBB Projects AG  Arhivirana inačica izvorne stranice od 29. ožujka 2018. (Wayback Machine)
- MBB Projects GmbH  Arhivirana inačica izvorne stranice od 28. siječnja 2011. (Wayback Machine)
- MBB i povijest Eurocoptera  Arhivirana inačica izvorne stranice od 14. lipnja 2009. (Wayback Machine)
- MBB Deutsche Aerospace
- MBB Palfinger GmbH
- About Daimler-Benz Aerospace
- MBB i prvi magnetni levitacijski vlak  Arhivirana inačica izvorne stranice od 2. listopada 2011. (Wayback Machine)
- EADS: Ludwig Bölkow i stvaranje MBB-a[neaktivna poveznica]